# Čab
Čab (ungarisch Csabb – bis 1888 Csab) ist eine slowakische Gemeinde im Okres Nitra und im Nitriansky kraj mit 769 Einwohnern (Stand 31. Dezember 2024).

## Geographie
Die Gemeinde befindet sich im Hügelland Nitrianska pahorkatina (Teil des Donauhügellands) am Flüsschen Radošinka, der zum Flusssystem Nitra gehört. Das Ortszentrum liegt auf einer Höhe von 154 m n.m. und ist 16 Kilometer von Nitra entfernt.

## Geschichte
Zum ersten Mal schriftlich erwähnt wurde Čab im Jahr 1326 als Chaby. 1787 zählte man 38 Häuser und 238 Einwohner, 1828 46 Häuser und 322 Einwohner.
Von 1960 bis 1975 war das Dorf Teil der Gemeinde Čab-Sila, die 1976 in die Gemeinde Nové Sady eingegliedert wurde. Seit dem 1. August 1999 ist Čab wieder eine selbstständige Gemeinde.

## Einwohner
| Jahr                | 1994 | 2004 | 2014    | 2024    |
| ------------------- | ---- | ---- | ------- | ------- |
| Anzahl der Personen | 0    | 713  | 779     | 769     |
| Unterschied         |      | –    | +9,25 % | −1,28 % |

| Jahr                | 2023 | 2024    |
| ------------------- | ---- | ------- |
| Anzahl der Personen | 780  | 769     |
| Unterschied         |      | −1,41 % |

Nach der Volkszählung 2011 wohnten in Čab 781 Einwohner, davon 720 Slowaken und ein Kroate. 60 Einwohner machten keine Angaben. 586 Einwohner bekannten sich zur römisch-katholischen Kirche, 72 Einwohner zur evangelischen Kirche A. B., fünf Einwohner zu den Zeugen Jehovas und ein Einwohner zur Apostolischen Kirche; zwei Einwohner waren anderer Konfession. 40 Einwohner waren konfessionslos und bei 75 Einwohnern ist die Konfession nicht ermittelt.
Ergebnisse der Volkszählung 2001 (674 Einwohner):
| Nach Ethnie: - 99,85 % Slowaken | Nach Konfession: - 85,01 % römisch-katholisch - 10,24 % evangelisch - 2,52 % konfessionslos |

## Bauwerke
- Pestsäule aus dem Jahr 1773
- Kapelle aus dem Jahr 1890